# Кларк-стрит (линия Бродвея и Седьмой авеню, Ай-ар-ти)
|   |   |   |   |
| · | · | · | · |

|   |   |   |   |
| · | · | · | · |

«Кларк-стрит» (англ. Clark Street) — станция Нью-Йоркского метрополитена, расположенная на линии Бродвея и Седьмой авеню, Ай-ар-ти.  На станции останавливаются маршруты 2 (круглосуточно) и 3 (круглосуточно, кроме ночи). Она представлена островной платформой, обслуживающей два пути.
Станция была открыта 15 апреля 1919 года, на участке линии — Brooklyn Branch, который идёт через Ист-Ривер в Бруклин. В 1950-х платформа была удлинена. С самого начала планировалось построить над станцией отель «Сент-Джордж», который сегодня закрыт. Вход на станцию расположен в первом этаже отеля, перед закрытыми дверьми в его вестибюль. Стены у станции округлённые, так как этот участок линии был построен тоннелепроходческой машиной.
Эта станция — одна из трёх во всём метрополитене, на которые можно попасть только на лифте. Остальные две — это расположенные на той же линии в Манхэттене 168-я улица и 181-я улица.

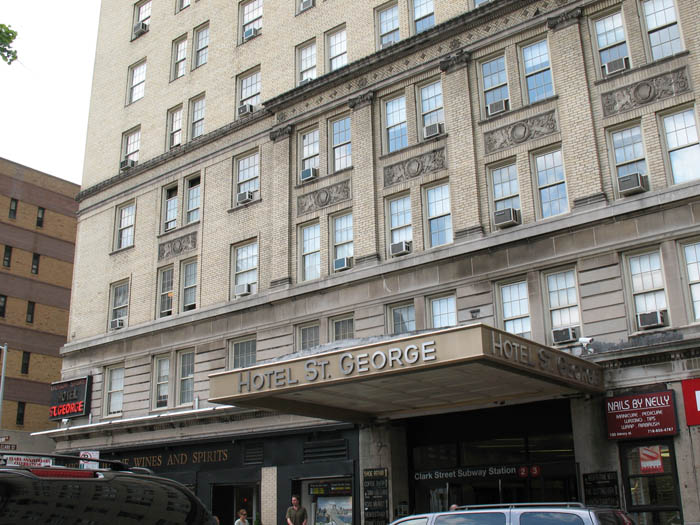
Вход через здание отеля